# ملقرني (سقز)
قرية ملقرني (بالكردية: مەلقەرەنی) هي إحدى القرى التابعة لـتموغه في ريف قسم مركزي من مقاطعة سقز، في محافظة كردستان الإيرانية.

## السكان
حسب إحصاءات سنة 2006، بلغ إجمالي السكان في ملقرني 456 نسمة وعدد المساكن 96 مسكن. لغة سكان ملقرني هي اللغة الكردية و هم من أهل السنة والجماعة والمذهب الشافعي.